# Picrogenes bactrospila
Picrogenes bactrospila är en fjärilsart som beskrevs av Edward Meyrick 1917. Picrogenes bactrospila ingår i släktet Picrogenes och familjen praktmalar, Oecophoridae. Inga underarter finns listade i Catalogue of Life.